# Euclid Avenue
Euclid Avenue è una stazione della metropolitana di New York, situata sulla linea IND Fulton Street. Nel 2014 è stata utilizzata da 3 315 007 passeggeri.
È servita dalle linee A Eighth Avenue Express, sempre attiva, e C Eighth Avenue Local, sempre attiva tranne di notte.